# Jed Graef
Jedward Richard "Jed" Graef, född 1 maj 1942 i Montclair i New Jersey, är en amerikansk före detta simmare.
Graef blev olympisk guldmedaljör på 200 meter ryggsim vid sommarspelen 1964 i Tokyo.